# Josef Wilhelm
Josef Wilhelm   (1892 - 1956) va ser un gimnasta artístic suís que va competir durant la dècada de 1920.
El 1924 va prendre part en els Jocs Olímpics de París, on disputà les nou proves del programa de gimnàstica. Guanyà la medalla d'or en la competició del cavall amb arcs i la de bronze en la del concurs complet per equips. També destaca la quarta posició en la de barres paral·leles, mentre en les altres sis proves aconseguí uns resultats més discrets.